# Секеровізна
Секеровізна (пол. Siekierowizna) — село в Польщі, у гміні Пшистайнь Клобуцького повіту Сілезького воєводства.
Населення — 113 осіб (2011).
У 1975-1998 роках село належало до Ченстоховського воєводства.

## Демографія
Демографічна структура станом на 31 березня 2011 року:
|          | Загалом | Допрацездатний вік | Працездатний вік | Постпрацездатний вік |
| -------- | ------- | ------------------ | ---------------- | -------------------- |
| Чоловіки | 50      | 12                 | 32               | 6                    |
| Жінки    | 63      | 8                  | 35               | 20                   |
| Разом    | 113     | 20                 | 67               | 26                   |